# Ronald L. Rivest

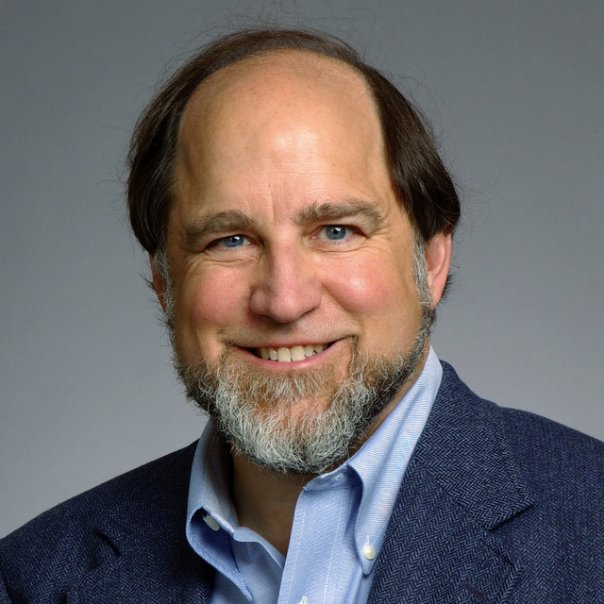
Ronald L. Rivest

Ronald Linn Rivest (* 6. Mai 1947 in Schenectady, New York) ist ein amerikanischer Mathematiker und Kryptologe. Zusammen mit Adi Shamir und Leonard Adleman ist er einer der Erfinder des RSA-Kryptosystems und Turing-Preisträger des Jahres 2002.

## Leben
1969 machte Rivest den Bachelor-Abschluss an der Yale University. Fünf Jahre später beendete Rivest seine Promotion an der Stanford University in Kalifornien. Rivest ist derzeit (2009) Professor am Massachusetts Institute of Technology (MIT).
Neben RSA entwickelte Rivest weitere Chiffren. Diese tragen den Anfangsbuchstaben seines Vornamens und heißen Ron's Code (oder Rivest Cipher) 2 bis 6 (RC2, RC4, RC5 und RC6). Es handelt sich bei diesen sowohl um Strom- als auch um Blockchiffren. Rivest beteiligte sich auch an der Entwicklung der Hash-Algorithmen MD2, MD4, MD5 und MD6.
Im Jahr 1998 stellte er mit Chaffing and Winnowing ein Geheimhaltungsverfahren für die Datenkommunikation vor, das ohne Datenverschlüsselung arbeitet.
Mit Manuel Blum, Robert Floyd, Robert Tarjan und Vaughan Pratt entwickelte er 1973 einen approximativen Selektionsalgorithmus (Bestimmung der k-ten kleinsten Zahl in Listen und Arrays), den median of median Algorithmus.
Rivest gehört mit Adi Shamir und Leonard Adleman auch zu den drei Gründern des Unternehmens RSA Security.
Er ist Mitglied der National Academy of Engineering (1990), der National Academy of Sciences (2004) und der American Academy of Arts and Sciences (1993). Er ist Ehrendoktor der Universität La Sapienza in Rom (2002), der Université catholique de Louvain (2008) und der University of Waterloo (2014). 1996 erhielt er den Paris-Kanellakis-Preis, 2017 den BBVA Foundation Frontiers of Knowledge Award. 2018 wurde Rivest in die National Inventors Hall of Fame aufgenommen.

## Schriften
- Mit Thomas Cormen, Charles E. Leiserson: Introduction to Algorithms, 1990, MIT Press und McGraw Hill, 3. Auflage mit Clifford Stein 2009